# Курменій
Курмені́й (фр. Courménil) — колишній муніципалітет у Франції, у регіоні Нормандія, департамент Орн. Населення — 123 осіб (2011).
Муніципалітет був розташований на відстані близько 155 км на захід від Парижа, 65 км на південний схід від Кана, 45 км на північ від Алансона.

## Історія
До 2015 року муніципалітет перебував у складі регіону Нижня Нормандія. Від 1 січня 2016 року належав до нового об'єднаного регіону Нормандія.
1 січня 2017 року Курменій, Обрі-ан-Ексм, Аверн-су-Ексм, Ле-Бур-Сен-Леонар, Шамбуа, Ла-Кошер, Ексм, Фель, Оммеель, Сен-П'єрр-ла-Рив'єр, Сії-ан-Гуфферн, Сюрві, Юру-е-Кренн i Вільбаден було об'єднано в новий муніципалітет Гуфферн-ан-Ож.

## Демографія
Динаміка населення (INSEE ):
Розподіл населення за віком та статтю (2006):
| Стать | Всього | До 15 років | 15-24 | 25-44 | 45-64 | 65-85 | Понад 85 |
| --- | ------ | ----------- | ----- | ----- | ----- | ----- | -------- |
| Чоловіки | 56     | 8           | 4     | 16    | 12    | 16    | 0        |
| Жінки | 76     | 24          | 4     | 16    | 20    | 12    | 0        |
| \| Статево-вікова піраміда \| Статево-вікова піраміда \| Статево-вікова піраміда \| \| ----------------------- \| ----------------------- \| ----------------------- \| \| Чоловіки \| Вік \| Жінки \| \| 0 \| 85 + \| 0 \| \| 4 \| 80-84 \| 0 \| \| 0 \| 75-79 \| 4 \| \| 8 \| 70-74 \| 0 \| \| 4 \| 65-69 \| 8 \| \| 0 \| 60-64 \| 4 \| \| 4 \| 55-59 \| 4 \| \| 8 \| 50-54 \| 4 \| \| 0 \| 45-49 \| 8 \| \| 12 \| 40-44 \| 8 \| \| 4 \| 35-39 \| 4 \| \| 0 \| 30-34 \| 4 \| \| 0 \| 25-29 \| 0 \| \| 0 \| 20-24 \| 0 \| \| 4 \| 15-20 \| 4 \| \| 4 \| 10-14 \| 20 \| \| 4 \| 5-9 \| 4 \| \| 0 \| 0-4 \| 0 \| |        |             |       |       |       |       |          |
| Статево-вікова піраміда |        |             |       |       |       |       |          |
| Чоловіки | Вік    | Жінки       |       |       |       |       |          |
| 0 | 85 +   | 0           |       |       |       |       |          |
| 4 | 80-84  | 0           |       |       |       |       |          |
| 0 | 75-79  | 4           |       |       |       |       |          |
| 8 | 70-74  | 0           |       |       |       |       |          |
| 4 | 65-69  | 8           |       |       |       |       |          |
| 0 | 60-64  | 4           |       |       |       |       |          |
| 4 | 55-59  | 4           |       |       |       |       |          |
| 8 | 50-54  | 4           |       |       |       |       |          |
| 0 | 45-49  | 8           |       |       |       |       |          |
| 12 | 40-44  | 8           |       |       |       |       |          |
| 4 | 35-39  | 4           |       |       |       |       |          |
| 0 | 30-34  | 4           |       |       |       |       |          |
| 0 | 25-29  | 0           |       |       |       |       |          |
| 0 | 20-24  | 0           |       |       |       |       |          |
| 4 | 15-20  | 4           |       |       |       |       |          |
| 4 | 10-14  | 20          |       |       |       |       |          |
| 4 | 5-9    | 4           |       |       |       |       |          |
| 0 | 0-4    | 0           |       |       |       |       |          |

## Економіка
2010 року серед 71 особи працездатного віку (15—64 років) 47 були активними, 24 — неактивними (показник активності 66,2%, у 1999 році було 68,7%). З 47 активних мешканців працювали 42 особи (26 чоловіків та 16 жінок), безробітними було 5 (1 чоловік та 4 жінки). Серед 24 неактивних 9 осіб було учнями чи студентами, 7 — пенсіонерами, 8 були неактивними з інших причин.

У 2010 році в муніципалітеті числилось 49 оподаткованих домогосподарств, у яких проживали 119,0 особи, медіана доходів виносила 15 436 євро на одного особоспоживача